# Кам'яниця Шимоновича
Кам'яниця Шимоновича — житловий будинок на площі Ринок, 15 у Львові, пам'ятка архітектури.

## Історія
Будинок був збудований у XVI ст., однак був значно перебудований у XIX ст.

## Архітектура
Будинок цегляний, тинькований, видовжений вглиб ділянки, із невеликим внутрішнім подвір'ям, чотириповерховий.
На фасаді, прикрашеному ліпними вставками і розеткаминад вікнами, балкон на фігурних консолях, огороджений ажурною металевою решіткою.